# Andaki (řeka)
Andaki, též Andakisckali (gruzínsky ანდაქი, ანდაქისწყალი) je řeka v Gruzii, v historické oblasti Chevsuretie, okres Dušeti. Je 18 km dlouhá, povodí má rozlohu 272 km².

## Průběh toku
Vzniká na severním svahu Hlavního kavkazského hřebene na úbočí hory Patara Borbalo (v překladu Malé kolo) u průsmyku Andaki. Ústí do řeky Argun těsně u hranice s Čečenskem nedaleko vesnice Šatili.